# 日本鉤棘杜父魚
日本鉤棘杜父魚，為輻鰭魚綱鮋形目杜父魚亞目杜父魚科的其中一種。分布於西北太平洋區的日本海域，屬底棲性魚類。

## 扩展阅读
維基物種上的相關：日本鉤棘杜父魚